# Славянские театральные встречи
«Славянские театральные встречи» — проводимый с 1989 года совместный театральный фестиваль России, Белоруссии и Украины (до 2013 года).

## О фестивале
Был основан ещё в 1989 году при СССР, когда по инициативе директоров трёх театров приграничных областей — Брянской, Гомельской и Черниговской — директора Брянского театра драмы В. А. Макарова, директора Гомельского драматического театра В. Г. Роговской и директора Черниговского украинского музыкально-драматического театра Е. П. Латыш.
Начинавшийся как форма творческих обменов — перекрёстный показ спектаклей на сценах друг-друга, со временем стал площадкой для других театров стран СНГ.
С разной периодичностью проводится в Брянске, Гомеле и Чернигове — на базе театров-основателей, одновременно в трёх городах, и в каждом имеет отдельную нумерацию.
В России проводится с 1989 года, проводился с разной периодичностью до 1999 года, потом ежегодно: 2000 (VIII), 2001 (IX), 2002 (X), 2003 (XI), 2004 (XII), 2005 (XIII), 2006 (XIV), 2007 (XV), 2008 (XVI), 2011 (XIX), но затем было принято решение проводить фестиваль раз в два года: 2012 (XX), 2014 (XXI), 2016 (ХХII), 2018 (XXIII), внеочередной фестиваль был проведён в 2019 году объявленном Годом театра в России — 2019 (XXIV), затем фестиваль не проводился из-за карантинных ограничений и начала СВО, и после пятилетнего перерыва проведён в 2024 (XXV).
В Белоруссии проводится с 1991 года, с разной периодичностью, начиная с 2010 года проводился раз в три года: 2011 (XI), 2014 (XII), 2017 (XXIII), затем в 2019 (XIV) и в 2023 (ХV).
На Украине проводился с 1990 года регулярно до 2010 года, затем раз в два года: 2011 (ХХІІ), 2013 (ХХІІІ), после «евромайдана» в 2014—2015 не проводился, в 2016 году Украина провела свой отдельный ХХIV фестиваль, куда не приглашались театры из России, при этом Украина участвовала в фестивалях в Брянске-2014 и Гомеле-2017, но после 2018 не участвовала в фестивалях и не проводила их: в Чернигове состоялись фестивали в 2017 (ХХV) и 2018 (ХХVI) годах, анонсированный на 2020 год из-за карантинных ограничений был перенесён на 2021 год, но проведён не был.

## 2010-е

### 2010 — XVIII, Брянск
В этом году фестиваль был посвящен 65-летию Победы, но в репертуаре было лишь четыре тематических спектакля. Открывал фестиваль спектакль Орловского театра «Свободное пространство» по пьесе Олега Богаева «Марьино поле». Участвовало 11 творческих коллективов из 10 городов России, Белоруссии и Украины. Жюри под председательством Алексея Никольского, театроведа, режиссера и педагога, помощника художественного руководителя Московского театра «Et Cetera», определило лауретов:
- Лучший спектакль — спектакль «Чичиков» по поэме Н. Гоголя «Мертвые души», Севастопольский ТЮЗ.
- Лучшая мужская роль — Олег Флеер, за роль в спектакле «Чичиков» Севастопольского ТЮЗа.
- Лучшая женская роль — Людмила Корохова, за роль Вассы Железновой в спектакле «Крестная мать» по М. Горькому, постановки Гомельского областного драмтеатра.

### 2011 — XI, Гомель
Проводился 11-17 мая 2011 в Гомеле, в фестивале участвовало 13 коллективов из Беларуси, России, Украины и Молдовы, около трех сотен известных актеров, искусствоведов, критиков. Жюри под председательством Олега Пивоварова, главный редактор российского журнала «Театральная жизнь», оценивало в восьми номинациях работу режиссеров, сценографов, актеров с вручением Гран-при лучшему спектаклю.

### 2011 — XIX, Брянск
Проводился 23-30 мая 2014 года в Брянске.
В конкурсе участвовали 11 спектаклей театров из Москвы, Санкт-Петербурга, Орла, Гомеля и Чернигова. По итогам фестиваля жюри под председательством театроведа Геннадия Бирюкова наградило 12 актеров — в номинации «Лучшая мужская роль» жюри — артиста Иосифа Камышева, спектакль «Дядя Ваня», Брянский театр драмы, и только одного режиссера — Валерий Анисенко, постановщика спектакля «Сонечка» Республиканский театр белорусской драматургии, сами спектакли в этом году не награждались, но Приз зрительских симпатий достался Орловскому театру «Свободное пространство».

### 2011 — ХХІІ, Чернигов
Проводился 24 октября — 1 ноября 2011 в Чернигове. Участвовали десять театров из Белоруссии, России и Украины, так Брянский Ордена Трудового Красного Знамени театр драмы им. А. Толстого с лирической комедией «Ужин дураков» по Ф. Веберу, Луганский академический областной русский драматический театр со трагикомедией «Тарелки & Расплюев» по А. Сухово-Кобылину, Львовский академический театр им. Леся Курбаса со спектаклем «Меж двух смо» по В. Винниченко, Запорожский муниципальный театр танца поставил балет «Скифы», Гомельский областной театр драмы со спектаклем «Недостягаемая», Могилевский областной драматический театр со спектаклем «Вторая смерть Жанны Д’Арк».

### 2012 — XX, Брянск
Проходил 21-29 мая в Брянске. Участвовали театральные коллективы из России, Белоруссии, Украины и Молдавии.

### 2013 — ХХІІІ, Чернигов
Проводился 21-29 октября в Чернигове, во внеконкурсном формате, жюри на фестивале не было, всего было показано 9 спектаклей театров из Украины, Белоруссии, России и Польши.

### 2014 — XXI, Брянск
Проводился 20-31 мая 2014 года в Брянске. Участвовали 15 театральных коллективов.
От России участвовали Севастопольского театра имени Луначарского, открывавший фестиваль, театр «Самарская площадь», Орловский театр для детей и молодёжи «Свободное пространство», Московский театр музыки и драмы под руководством С. Намина, Липецкий драматический театр, Брянщину представят три театра — драмы, юного зрителя и кукольный.
Из Белоруссии были Национальный академический театр им. Якуба Коласа и Гомельский областной драматический театр.
Украину представлял Одесский академический русский драматический театр под руководством Олега Школьника, спектакль которого закрывал фестиваль.

### 2014 — XII, Гомель
Проводился 28 ноября — 4 декабря 2014 года, был приурочен к 75-летию Гомельского областного драмтеатра, проводился не в формате театрального состязания, а дружеских презентаций спектаклей  гостей из пяти стран: Беларуси, Украины, России, Казахстана и Молдавии, открывался фестиваль трагикомедией «Валентинов день» Калининградского драмтеатра.

### 2016 — ХХII, Брянск
Проводился 20-30 мая 2019 года в Брянске. Всего за время проведения фестиваля было показано 14 спектаклей 13 коллективов из городов России, Белоруссии и самопровозглашённой ДНР, которые оценивало жюри под председательством московского театроведа А. А. Иняхина. Закрывал фестиваль спектакль «Три мушкетера» Донецкого государственного академического музыкально—драматического театра.

### 2017 — XIII, Гомель
Проводился 16-19 мая в Гомеле. На фестивале были представлены семь спектаклей театров из Белоруссии, России, Украины и Польши. Жюри под председательством Владимира Карачевского, директора Республиканского театра белорусской драматургии, признало лучшей постановкой спектакль «Дикая Охота короля Стаха» Белорусского ТЮЗа

### 2018 — XXIII, Брянск
Проводился 21-29 мая в Брянске, участвовали 13 театров из Луганска и Гродно, Гомеля и Санкт-Петербурга, Москвы и Костромы, Орла и Брянска.

### 2019 — XXIV, Брянск
Проходил с 14 по 25 мая 2019 года.
Фестиваль, ранее объявленный как проходящий раз в два года, был внеочередным — проходил в честь объявленного в Года театра в России, и проводился в новом формате «Театр+», помимо показа спектаклей объединил на различных площадках десятки разножанровых мероприятий театрального, музыкального и изобразительного искусства, книжный фестиваль и другие.
Участвовали 22 театра из России, Белоруссии и Болгарии, показав 27 спектаклей.
Лауреаты по конкурсу театров драмы:
- Лучший спектакль — По решению жюри премия в этой номинации не присуждалась
- Лучшая режиссерская работа — Иван Орлов, Академический молодежный театр «Глобус», за спектакль «Учитель танцев»
- Лучшая мужская роль — Виктор Манаев Национальный академический театр имени Янки Купалы,
- Лучшая женская роль — по решению жюри премия в этой номинации не присуждалась

### 2019 — XIV, Гомель
Проводился 4-7 декабря 2019 года в Гомеле. В конкурсной программе заявлено около десятка спектаклей, участвовали Брянский театр драмы имени А. К. Толстого (Россия), Таганрогский театр имени А. П. Чехова (Россия), Черниговский областной академический украинский театр имени Т. Г. Шевченко (Украина), среди белорусских участников — Гомельский городской молодежный театр, Мозырский драматический театр имени И. Мележа и хозяева фестиваля — Гомельский областной драмтеатр.
Председатель жюри — Жанна Лашкевич, редактор отдела театра журнала «Мастацтва». По итогам было вручено 8 основных призов, в номинации «Лучший спектакль» победил коллектив Национального академического театра им. Я. Купалы (Белоруссия) за спектакль «Ревизор», за роль в этом спектакле актёр Виктор Манаев удостоен приза «Лучшая мужская роль».

## 2020-е

### 2023 — ХV, Гомель

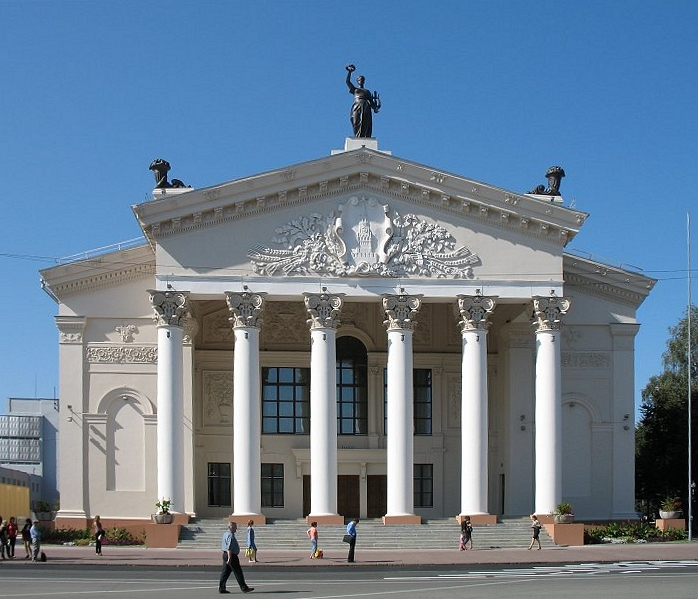

Проводился 16-21 мая в Гомеле. На конкурсную программу было отобрано 10 спектаклей Гомельского областного драматического театра, Нового драматического театра из Минска, Рязанского и Смоленского театров драмы, Брянского областного драматического театра.
В течение фестивальной недели показы спектаклей велись на сцене Гомельского облдрамтеатра, Гомельского городского молодежного театра и Гомельского государственного театра кукол. Ярким моментом стала встреча со звездой театра и кино Яной Поплавской 17 мая во дворце Румянцевых и Паскевичей.
Председатель жюри — Владимир Мищанчук, заслуженный артист БССР, декан театрального факультета Белорусской государственной академии искусств
Лауреаты:
- «Лучший спектакль» — постановка «Маленькие трагедии. Пушкин» Гомельского областного драматического театра.
- «Лучшая режиссерская работа» — Евгений Кочетков за трагикомедию по Аркадию Аверченко «Рассказы циника» Брянского областного театра драмы.
- «Лучшая мужская роль» — Артём Пинчук за роль Виктора в мелодраме «Варшавская мелодия» Леонида Зорина Нового драматического театра из Минска.
- «Лучшая женская роль» — Вера Грицкевич за роль в спектакле «Маленькие трагедии. Пушкин» в Гомельского облдрамтеатра.
- «Лучший актерский ансамбль» — коллектив Смоленского драматического театра имени А. С. Грибоедова за спектакль по Ж. Б. Мольеру «Лекарь поневоле».

Источники

### 2024 — XXV, Брянск

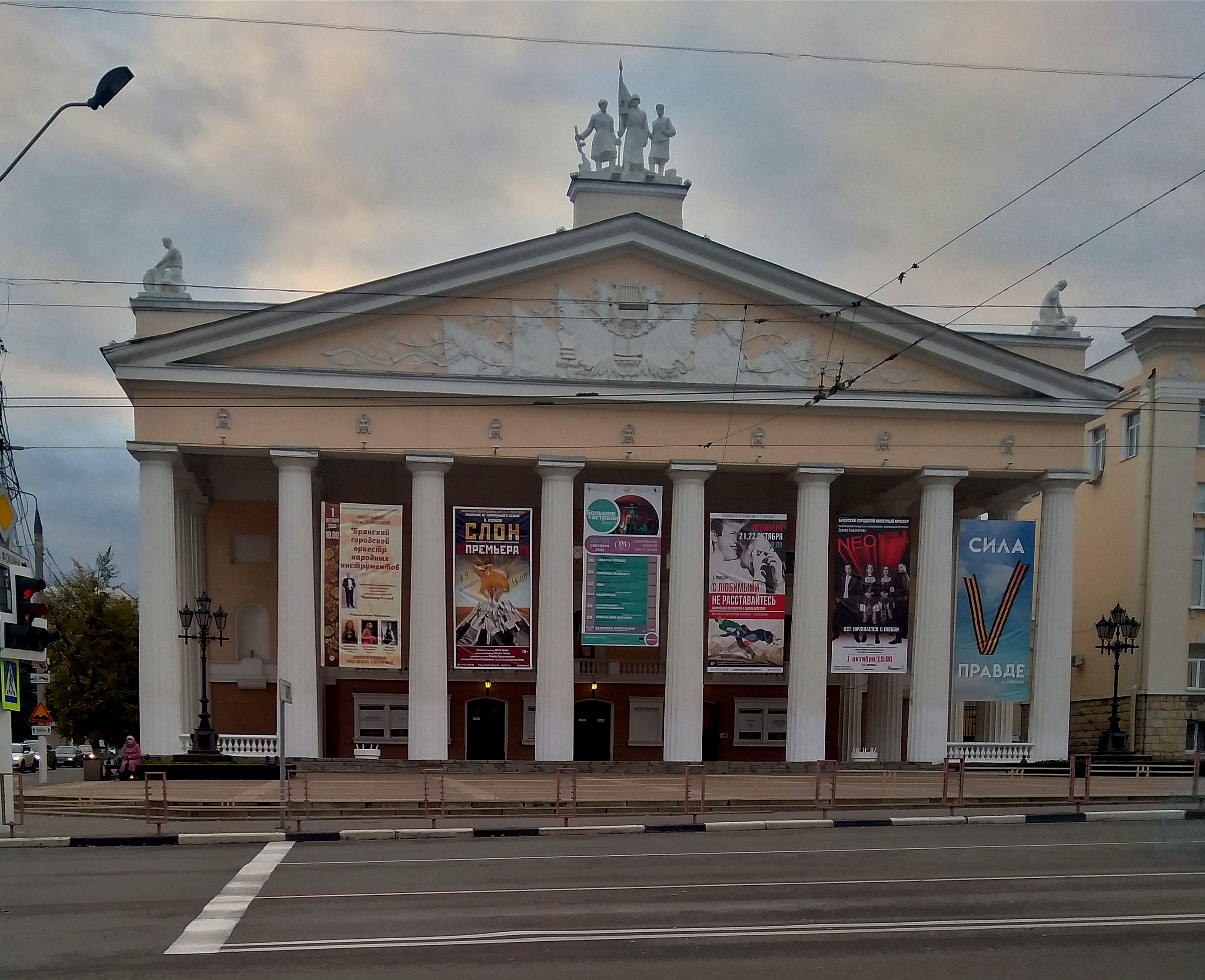

Проводился 17-27 мая 2024 года. В фестивале принимали участие семь театров России (и самопровозглашённой ЛНР) и Белоруссии.
Открывался фестиваль «Пиковой дамой» в постановке Луганского академического русского драматического театра.
Председатель жюри — Михаил Кабанов, актер, режиссер, Народный артист России.
Лауреаты:
- «Лучший спектакль» и «Лучшая режиссерская работа» — спектакль «Дом, который построил Свифт» Брянского областного драматического театра.
- «Приз зрительских симпатий» — постановка «Леди Макбет» Луганского академического музыкально-драматического тeатра
- «Лучшая мужская роль» — Алексей Дегтярев, артист Брянского областного драматического театра.
- «Лучшая женская роль» — Наталья Недоступ, актриса Луганского академического музыкально-драматического тeатра
- «Лучшая сценография» — спектакль «Романтики» белорусского Могилёвского областного драматического театра.

Источники